# دکترین ترومن

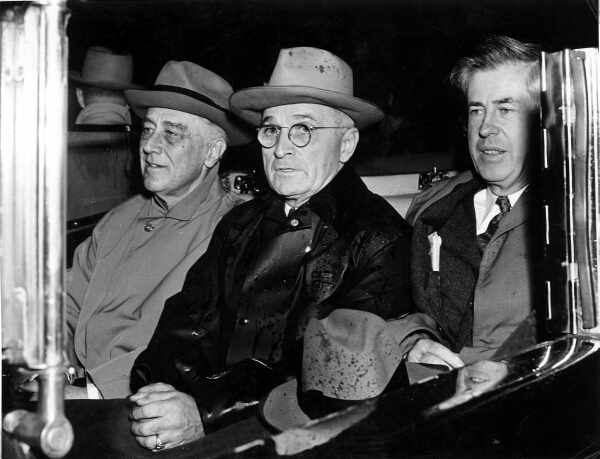
از راست به چپ: والاس، ترومن و روزولت

دکترین ترومن (به انگلیسی: Truman doctrine) دکترینی بود که در سال ۱۹۴۷ توسط رئیس‌جمهور آمریکا، هری اس.ترومن، مطرح شد این دکترین ایالات متحده را متعهد به مهار گسترش کمونیسم در سراسر جهان می‌کرد. این دکترین یک سیاست کلیدیِ جنگ سرد بود و سیاست خارجی ایالات متحده را برای چندین دهه شکل داد.
این دکترین بر این پایه بود که دنیا اکنون به دو بخش تقسیم شده‌است. کشورهای آزاد و دمکراتیک و کشورهای غیرآزاد و غیردموکراتیک کمونیست و اکنون آمریکا باید به همهٔ مخالفان کمونیسم برای آزادی کمک کند.
ترومن، بر پایهٔ این دکترین، به همهٔ کسانی که علیه کمونیسم می‌جنگیدند کمک مالی و نظامی می‌کرد.
دولت‌های ترکیه و یونان که پس از جنگ جهانی دوم در حال مقابله با شورش‌های کمونیستی بودند، اولین دولت‌هایی بودند که طبق دکترین ترومن از حمایت آمریکا برخوردار شدند.
جنگ کره، که طی آن نیروهای نظامی آمریکا با حمله به کره سعی در جلوگیری از نفوذ کمونیسم در آن کردند را می‌توان اولین جنگ عظیمی دانست که بر پایهٔ این طرح درگرفت.
منتقدان بر این باورند که این دکترین توجیهی برای امپریالیسم ایالات متحده بود و اصول خودمختاری و حاکمیت را نقض کرد
.
برپاکننده رده:معرفی‌شده‌های ۱۹۴۷ (میلادی)
1. 1 2  انجمن ایرانیان برای آزادی - اسناد سیاسی